# Alexander Wurz

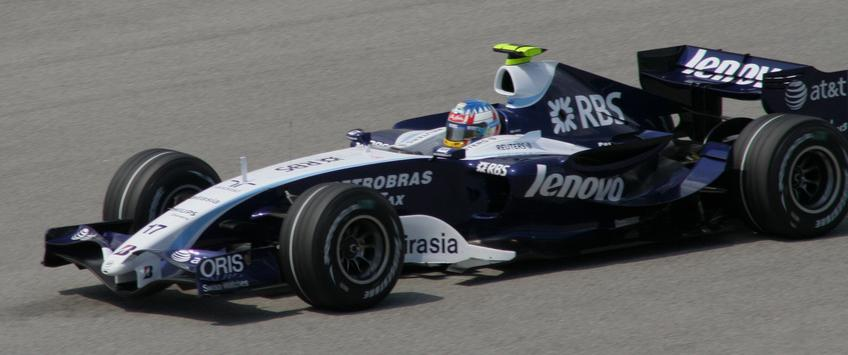
Alexander Wurz i Williams-Toyota i.

Alexander "Alex" Wurz, född 15 februari 1974 i Waidhofen an der Thaya, är en österrikisk racerförare. Han har även vunnit världsmästerskapen i BMX 1986. Han är son till rallycrossföraren Franz Wurz.

## Racingkarriär
Wurz debuterade i formel 1 säsongen 1997 då han ersatte Gerhard Berger i Benetton där han sedan körde ytterligare tre säsonger.
Wurz var sedan testförare i McLaren men fick hoppa in som reservförare i San Marino 2005 där han kom trea efter att Jenson Button och Takuma Sato blivit diskvalificerade.
Wurz var tidigare testförare för Williams men hade säsongen 2007 en förarplats i stallet. Wurz kom trea i Kanadas Grand Prix 2007 och tog därmed sin tredje pallplats, vilket var på samma bana som han debuterade på för tio år sedan.
Wurz slutade tävla i formel 1 den 8 oktober 2007 men återkom som testförare för Honda säsongen 2008.
Wurz har vunnit Le Mans 24-timmars två gånger, 1996 och 2009.

## F1-karriär
| Säsong                       | Stall/Tillverkare            | Placering                    | Lopp | Poäng | Etta | Tvåa | Trea | Pole | Varv |
| ---------------------------- | ---------------------------- | ---------------------------- | ---- | ----- | ---- | ---- | ---- | ---- | ---- |
| 1997                         | Benetton-Renault             | 14                           | 3    | 4     |      |      | 1    |      |      |
| 1998                         | Benetton-Playlife            | 8                            | 16   | 17    |      |      |      |      | 1    |
| 1999                         | Benetton-Playlife            | 13                           | 16   | 3     |      |      |      |      |      |
| 2000                         | Benetton-Playlife            | 15                           | 17   | 2     |      |      |      |      |      |
| 2005                         | McLaren-Mercedes             | 17                           | 1    | 6     |      |      | 1    |      |      |
| 2007                         | Williams-Toyota              | 10                           | 16   | 13    |      |      | 1    |      |      |
| Sammanlagt (21 oktober 2007) | Sammanlagt (21 oktober 2007) | Sammanlagt (21 oktober 2007) | 69   | 45    | 0    | 0    | 3    | 0    | 1    |

| \| 1. Storbritannien 1997 2. San Marino 2005 3. Kanada 2007 \| | 1. Argentina 1998 |
|                                                                |                   |
| 1. Storbritannien 1997 2. San Marino 2005 3. Kanada 2007       |                   |